# Jungite
La jungite è un minerale.